# غول الطباق (القريشية)

تعديل مصدري - تعديل

غول الطباق هي إحدى قرى عزلة قيفه آل محن يزيد بمديرية القريشية التابعة لمحافظة البيضاء، بلغ تعداد سكانها 36 نسمة حسب تعداد اليمن لعام 2004.